# Dramatischer Verein Zürich
Der Dramatische Verein Zürich war ein Theaterverein und ein Amateurtheater-Ensemble in Zürich. Er bestand von 1866 bis 1984.

## Geschichte
Am 1. März 1866 gründeten Ehemalige der vor allem in den 1850er Jahren aktiven Didaskalia, einer Gesellschaft ehemaliger Gymnasiasten, den Musikalisch-dramatischen Verein Zürich. Er bestand aus einer musikalischen und einer dramatischen Abteilung.
In den ersten Jahren gehörten musikalisch-dramatische Soirées zum Programm des Vereins. Sie fanden im alten Kasino der Stadt Zürich oder im Foyer des Aktientheaters Zürich statt. Die erste öffentliche Theateraufführung, Die Lieder des Musikanten, gab der Verein am 21. März 1867 im Weissen Kreuz in Unterstrass bei Zürich.
Reguläre Spielstätten waren in Zürich bis zum Brand in der Neujahrsnacht 1889/90 das Aktientheater, danach vorübergehend das katholische Vereinshaus am Wolfbach, ab 1896 das neu erbaute Stadttheater Zürich und von 1905 bis 1921 zusätzlich das Pfauentheater. Der Verein gab darüber hinaus zahlreiche Gastspiele in verschiedenen Städten der Schweiz.
Anfang der 1870er Jahre wurde der Musikalisch-dramatische Verein Zürich nach Differenzen zwischen den Abteilungen und starkem Mitgliederschwund in Dramatischer Verein Zürich umbenannt. Vereinsziel war es, Stücke in Zürcher Mundart aufzuführen, es wurden aber auch hochdeutsche Stücke gegeben.
Mit der Ausschreibung von Wettbewerben förderte der Verein Anfang des 20. Jahrhunderts die Produktion von Mundartstücken. Bis in die 1930er Jahre wurden oft zwei oder mehr Stücke pro Jahr aufgeführt, ab den vierziger Jahren sukzessive weniger, bis schliesslich nur noch unregelmässig Vorstellungen gegeben wurden.
Emil Hegetschweiler begann, wie zahlreiche Andere, in diesem Verein eine erfolgreiche Schauspielkarriere.
Gottfried Keller und Emil Sautter waren Ehrenmitglieder.
1984 wurde auf der letzten Generalversammlung die Auflösung beschlossen.

## Aufführungen (Auswahl)
- 1867: Die Lieder des Musikanten von Rudolph Kneisel, Musik: Ferdinand Gumpert[3]
- 1868: De Vikari von Johann Martin Usteri
- 1885: Ulrich Zwingli’s Tod von und mit Charlotte Birch-Pfeiffer[4]
- 1925: Wilhelm Tell von Friedrich Schiller, Regie: Cäsar von Arx
- 1944: s’ Trixli weiss was es will von Fritz Ritter[1]
- 1954: Winkelgässli 7 (nach Imbergässli 7) von Noldi Senglet, Regie: Leo Seidl[5]

## Uraufführungen (Auswahl)
Der Dramatische Verein Zürich brachte viele Mundartstücke lokaler Autorinnen und Autoren zur Uraufführung:
August Corrodi:
- 1871: De Herr Dokter
- 1882: Wie d’Warret würkt
- 1883: Di Alten-n-und di Junge

Wilhelm Fürchtegott Niedermann:
- 1882: Züridütsch

Leonhard Steiner:
- 1884: Läbedi Bilder
- 1886: Edelwyss, als Festspiel zum 20-jährigen Jubiläum des Vereins

Emilie Locher-Werling:
- 1904: Wie’s ä cha gah

Ulrich Farner:
- 1905: E moderni Familie

Alfred Huggenberger:
- 1914: Dem Pfläger Bollme si bös Wuche

Ernst Eschmann:
- 1916: Wer chunt as Rueder?

Emil Sautter:
- 1922: D’ Familie Schlumpf
- 1925: ’s Mündel
- 1927: De sächzigschte Giburtstag, zum 60-jährigen Jubiläum des Vereins

Jakob Stebler:
- 1930: En dunkle Punkt
- 1935: En asteckendi Gsundheit

Walter Marti:
- 1946: Psyche AG, Lebensberatung (Mundart-Fassung)[6]

## Nachlass
Der Nachlass des Vereins befindet sich heute im Stadtarchiv Zürich.